# SWF
SWF (съкращение от Shockwave Flash или Small Web File) е патентован файлов формат предимно за векторна графика, генериран от софтуера Adobe Flash (преди известен като Macromedia Flash). Този формат е проектиран с идеята да бъде достатъчно малък за публикуване в Интернет, като в него могат да се съдържат анимации с различни степени на функционалност и интерактивност. Различни аплети във формат SWF често пъти се използват за създаване на анимирана графика и менюта за DVD филми и Интернет реклами. Програмата Adobe Flash създава SWF като компресиран и нередактируем краен продукт, но използва разширението .fla за работните файлове, които могат да се модифицират. Макар Adobe Flash да е най-разпространеният продукт, който експортира в *.swf, той определено не е единственият. Технологията на Adobe – Flex също работи с *.swf файлове.
На 1 май 2008, като част от инициативата „Open screen project“, Adobe премахват всичките лицензни ограничения от формата и публикуват спецификите му в Интернет сайта си. Допреди тази дата, писането на софтуер, който разчита SWF файлове, е ставало само след заплащане на висока такса за лицензиране. След 1 май 2008 това правило отпада и всеки може да пише такъв софтуер.
SWF файловете могат да се възпроизвеждат от Adobe Flash Player, който работи като допълнение към браузър или като самостоятелна програма. SWF-файловете могат да се разпространяват и като самостоятелна изпълнима програма, която се нарича „projector“.
Според Adobe, „SWF“ се произнася като „Ес Дабъл Ю Еф“, но по-често се използва транскрипцията „Ес Ви Еф“.